# Międzynarodowy Konkurs Twórczości Plastycznej Dzieci i Młodzieży „Zawsze zielono, zawsze niebiesko”
Międzynarodowy Konkurs Twórczości Plastycznej Dzieci i Młodzieży „Zawsze zielono, zawsze niebiesko” – przegląd plastyczny organizowany przez Galerię i Ośrodek Plastycznej Twórczości Dziecka w Toruniu. Głównym celem konkursu jest zainteresowanie dzieci zagadnieniami z zakresu ochrony środowiska.
Pierwsza edycja przeglądu odbyła się w 1980 roku, wówczas prezentowano prace nadesłane przez dzieci z Polski, Czechosłowacji i Związku Socjalistycznych Republik Radzieckich. W 2017 roku nadesłano ponad 15 tys. prac z 49 krajów. W 2019 roku odbyła się jubileusza 20. edycja festiwalu. W 2024 roku odbyła się 22. edycja przeglądu, podczas którego nadesłano ok. 7 tys. prac z 40 krajów.